# Chiến lược chính trị
Chiến lược chính trị là phương pháp của một hệ thống quản trị lớn, thường là một chính phủ, đảng phái chính trị, nhằm đạt được mục tiêu chính trị trong việc quản trị quốc gia, tổ chức. Cả chiến lược chính trị và chiến thuật chính trị là hai thuật ngữ của Chủ nghĩa Marx–Lenin được phát triển trong các tác phẩm của K. Marx, F. Engels, V. I. Lênin. Đối với Đảng Cộng sản Trung Quốc, trong truyền thống nghiên cứu lý luận của họ, họ rất coi trọng vấn đề nghiên cứu chiến lược chính trị và xem đó là phẩm chất cần thiết của các nhà lãnh đạo.
Chiến lược chính trị được xem là tương tự như chiến lược quân sự nhưng cao hơn. Trong khi chiến lược quân sự điều chỉnh các hoạt động của một cuộc hành quân, tối đa là điều chỉnh một cuộc chiến tranh thì chiến lược chính trị định hướng cho sự thịnh vượng và sự tồn tại của quốc gia trong suốt hàng thế kỷ và hàng thiên niên kỷ.

## Thuật ngữ
Trong tiếng Trung thuật ngữ là 政治战略 (chiến lược chính trị). Một tài liệu tiếng Trung nhan đề 共產黨奪取政權藍圖: 列寧獨有政治策略秘密 (Kế hoạch giành quyền lực của Đảng Cộng sản: Sách lược chính trị độc đáo của Lenin) được viết bởi Chu Chi Minh (周之鳴) xuất bản năm 1953 chỉ ra rằng thuật ngữ "sách lược chính trị" do Lenin tạo ra, còn thuật ngữ "chiến lược chính trị" do Stalin tạo ra. Do đó, trong nền tri thức Trung Quốc trước đó có thể không có thuật ngữ này. Trước Lenin, hai chính trị gia Marx và Engels chỉ nói về sách lược (策略), chứ không nói hay đặt ra thuật ngữ "chiến lược chính trị". Trong nghiên cứu tiếng Nga trước đó không có một nhà sử học nào chú ý đến thuật ngữ "chiến lược chính trị" và thuật ngữ này hầu như không có. Mọi thứ tìm thấy đều là "chiến thuật" (тактика).
Chiến lược chính trị, chiến lược quân sự và chiến lược hàng hải là những bộ phận có quan hệ không tách biệt nhau nhưng chúng độc lập để có thể hiểu được. Stalin đã mô tả tương đồng giữa chiến lược chính trị và chiến lược quân sự, cũng như đưa ra nhiều ví dụ quân sự minh họa về điều đó.
Trong học thuật Anh ngữ, cụm từ "political strategy" (chiến lược chính trị) xuất hiện trong quyển Cobden Club Essays: Second Series 1871-72 xuất bản năm 1872, tài liệu Colburn's United Service Magazine and Naval Military Journal xuất bản năm 1879, tài liệu Official Reports of the Debates of the House of Commons of the Dominion of Canada xuất bản năm 1885 và tài liệu Papers of the American Historical Association xuất bản năm 1889.

## Định nghĩa
Vào năm 2009, Tiến sĩ Ralf Tils từ Trung tâm nghiên cứu dân chủ của Đại học Leuphana Lüneburg (Leuphana University of Lüneburg) viết trong Political Strategy in Party Government, rằng: "Mặc dù chiến lược là một khái niệm được sử dụng rộng rãi trong thực tế cũng như trong khoa học, cho đến nay chúng ta vẫn không thấy cơ sở chung cho sự hiểu biết về chiến lược chính trị và nền tảng sâu sắc hơn cho mục đích phân tích".
Chiến lược chính trị là một khái niệm mới mẻ. Một nguồn tiếng Nga năm 1985 của Eduard IAkovlevich Batalov ghi: "Chiến lược chính trị của nhà nước - ở khía cạnh đối nội hoặc đối ngoại - là đường lối hoạt động chung, phụ thuộc vào việc đạt được các mục tiêu chính trị dài hạn và nhằm đảm bảo các lợi ích cơ bản của nhà nước". Một định nghĩa khác của Paul F. Herman đưa ra vào năm 1987: "Chiến lược chính trị là sự hình thành một chuỗi các hành động chính sách riêng biệt nhưng có liên quan với nhau nhằm thao túng một xu hướng môi trường được nhận thức theo hướng mong muốn và hỗ trợ cho một mục tiêu mong muốn".
Một phân tích năm 1995 trích từ quyển sách Chiến lược an ninh của Nga (Стратегия безопасности России) của Irina Yuryevna Zhikina (Ирина Юрьевна Жинкина) ghi: "...Chiến lược chính trị (của ai, nhà nước nào hoặc các thể chế nào khác?) là một hệ thống gồm các quyết định (?) quy mô lớn và các phương hướng hoạt động được hoạch định (của ai?), đòi hỏi phải thực hiện nhất quán chiến lược này...". Một định nghĩa bằng tiếng Nga năm 2004 ghi: "Chiến lược chính trị là tập hợp các hành động chính trị trong lĩnh vực an ninh, quốc phòng, là hệ thống nhà nước gồm các tư tưởng, quan điểm và biện pháp thực tiễn về quân sự - chính trị nhằm xác định mục tiêu và phương hướng chung của đấu tranh chính trị, các hình thức và phương pháp tiến hành đấu tranh chính trị, phản ánh đầy đủ các khía cạnh quân sự vì lợi ích quốc gia cao nhất và bảo đảm an ninh nhà nước".
Đối với những người theo chủ nghĩa dân túy họ định nghĩa chiến lược chính trị là một hình thức huy động chính trị của đảng phái, phong trào chính trị, hay một lãnh đạo chính trị. Năm 2023, học giả Sonja Grover viết: "Chiến lược chính trị là việc sử dụng phương pháp và công cụ để giành và thực thi quyền lực".

## Vai trò, chức năng
Chiến lược chính trị là kế hoạch của nhà nước hay đảng phái chính trị chỉ đạo đấu tranh chính trị trong một giai đoạn lịch sử nhất định. Theo đó, chiến thuật chính trị phục tùng và phục vụ chiến lược chính trị. Nội dung cơ bản của chiến lược chính trị là "quy định đường lối hành động của các nhiệm vụ đấu tranh cụ thể, phương pháp đấu tranh, hình thức đấu tranh và khẩu hiệu đấu tranh trong một thời gian ngắn khi tình hình thay đổi thường xuyên". Chiến lược chính trị cũng chứa đựng sự mâu thuẫn bên trong nó, nó được tạo ra không chỉ để cải cách, mà được tạo ra để giữ nguyên hiện trạng chính trị. Các yếu tố liên quan đến chiến lược chính trị bao gồm: tập hợp các mẫu hành động định hình nên chức năng này, thảo luận nghiêm túc về cách mà các hành động nên được sắp xếp theo thứ tự, mục tiêu chính sách hoặc trạng thái mong muốn, việc giải thích khi xa rời mục tiêu ban đầu.
Thông qua chiến lược chính trị, một nhà lãnh đạo tìm kiếm hoặc thực thi quyền lực của một chính phủ dựa trên sự ủng hộ trực tiếp, không trung gian, không được thể chế hóa từ một số lượng lớn những người ủng hộ chủ yếu không có tổ chức. Đối với những người cộng sản Liên Xô, chiến lược chính trị là loại chiến lược dựa trên việc tính đến những mặt chủ yếu của phong trào quần chúng, tính đến các lực lượng giai cấp đang có đấu tranh, nghiên cứu mối quan hệ giữa các lực lượng này, nghiên cứu "trọng lực" và đặc tính cụ thể của họ, sau đó tính đến thời gian và địa điểm, vạch ra kế hoạch chiến lược thích hợp cho cuộc đấu tranh chính trị. Chiến lược chính trị xác định phương hướng vận động chủ yếu của giai cấp vô sản trong một giai đoạn nhất định của cách mạng, bố trí lực lượng tương ứng của giai cấp đó, chỉ đạo cuộc đấu tranh thống nhất toàn bộ lực lượng dưới sự chỉ đạo của chính quyền.
Xung đột được xem là một công cụ mạnh mẽ của chính phủ, chiến lược chính trị là loại chiến lược liên quan đến việc khai thác, sử dụng và đàn áp công cụ này. Tuy nhiên, giới cầm quyền cũng thông qua chiến lược chính trị có những nhượng bộ nhất định đối với tầng lớp nhân dân lao động. Qua đó mở ra những cơ hội cho sự phát triển của lực lượng dân chủ.
Trong Nhuyễn khoa học đại từ điển (软科学大辞典) xuất bản năm 1991, Dương Bân (杨斌) viết: "Chiến lược chính trị cần xem xét lợi ích lâu dài, mục đích là đạt được thắng lợi trong toàn bộ cuộc đấu tranh trong một thời kỳ lịch sử nhất định, nên có tính ổn định tương đối, về cơ bản không thay đổi trước khi đạt được mục tiêu và chương trình của thời kỳ lịch sử này. Sự đúng đắn của việc xây dựng chiến lược chính trị có ảnh hưởng rất lớn đến toàn bộ tình hình, liên quan trực tiếp đến thành bại của sự nghiệp..."

### Quan hệ với chiến thuật chính trị
Chiến lược chính trị là biểu hiện căn bản nhất và đầy đủ nhất của lợi ích chính trị và lợi ích kinh tế. Tất cả giai cấp xã hội, tất cả đảng phái chính trị hay nhóm chính trị đều bị chi phối và được hướng dẫn bởi chiến lược chính trị của riêng họ. Chiến lược chính trị là công cụ là phương tiện để thực hiện nhiệm vụ chiến lược chính trị, nó hướng dẫn và quyết định chiến thuật chính trị, chiến thuật chính trị phục tùng nhiệm vụ chiến lược chính trị.
Khi so sánh với sách lược chính trị/chiến thuật chính trị thì chiến lược chính trị cơ bản không thay đổi và có tính ổn định hơn. Theo quan điểm Marxist, cả chiến thuật chính trị và chiến lược chính trị được xem là mắt xích cuối cùng trong các hoạt động của các đảng cộng sản, trực tiếp dẫn dắt quần chúng thực hiện cách mạng.
Một tài liệu tiếng Trung là Trung Hoa tiểu bá khoa toàn thư (中华小百科全书) xuất bản năm 1994 viết: "Chiến lược chính trị có những đặc điểm rõ ràng so với chiến thuật chính trị: nó không chỉ mang tính toàn cục, tổng thể, nắm bắt hướng đi và nguyên tắc phát triển chính trị từ góc độ tổng thể, mà còn có tính lâu dài và tương đối ổn định. Một khi chiến lược chính trị của một giai cấp, nhóm chính trị nào đó được xác định trong một giai đoạn lịch sử nhất định, thì thường sẽ không thay đổi cho đến khi giai đoạn lịch sử đó kết thúc".

### Quan hệ với chính sách
Theo quan điểm Marxist, nếu lý luận và chương trình hành động của chủ nghĩa Marx sai lầm thì chiến lược sẽ sai lầm, mà nếu chiến lược sai lầm thì chiến thuật theo đó cũng sẽ sai lầm. Khi chiến lược và chiến thuật sai, chính sách chắc chắn sai vì chính sách thực hiện qua chiến lược và chiến thuật.

### Quan hệ với chiến lược quân sự
Chiến lược chính trị cũng xác định mục tiêu cho chiến lược quân sự. Chiến lược quân sự là biện pháp nối tiếp chiến lược chính trị, nhưng cũng có thể kết hợp. Trong quá trình lịch sử cách mạng của Đảng Cộng sản Việt Nam, cả hai chiến lược chính trị và chiến lược quân sự được kết hợp lại, mặt trận chính trị và mặt trận quân sự diễn ra đấu tranh cùng lúc. Sức tiến của mặt trận chính trị (trong đó có ngoại giao) phụ thuộc vào bước tiến của mặt trận quân sự.
Chiến lược chính trị được xem là cao hơn chiến lược quân sự, theo học giả Vương Kim Thành (王金城) năm 1988: "Chiến lược chính trị chuyên quản các mối quan hệ giữa các quốc gia và các vấn đề thiết lập liên minh quốc gia, trong khi chiến lược quân sự nghiên cứu trực tiếp các vấn đề tác chiến, và cho rằng mối quan hệ giữa chiến lược chính trị và chiến lược quân sự tương tự như mối quan hệ giữa các chiến thuật trong một cuộc chiến tranh, trong đó chiến lược chính trị là cấp độ cao nhất". Trong một bài báo Lênin và Hồng quân một nội dung viết rằng: "Chính trị ngày càng gắn chặt với hoạt động quân sự. Chúng đang thẩm thấu lẫn nhau. Chiến lược về mặt quân sự đã trở thành một phần của chiến lược chính trị".

## Nhân tố
Các chiến lược chính trị gồm 4 yếu tố căn bản:
- Quảng bá sự tích cực của mình
- Phòng thủ yếu điểm
- Phanh phui yếu điểm của đối thủ
- Xem xét các yếu tố môi trường

Các yếu tố này cần cân bằng, và cân bằng tấn công - phòng thủ.
Chiến lược chính trị luôn có trọng tâm thu hút nó hướng đến, các yếu tố thu hút căn bản bao gồm:
- Tài nguyên thiên nhiên
- Tiềm năng kinh tế
- Vị trí địa lý chiến lược[45]

Trọng tâm địa lý của chiến lược chính trị toàn cầu hiện nay là khu vực châu Á - Thái Bình Dương.
Chiến lược chính trị cần nghiên cứu để nắm rõ tình hình đồng minh và kẻ thù, xem xét toàn diện họ trên các lĩnh vực:
- Chính trị
- Kinh tế
- Văn hóa
- Quân sự

Đồng thời, chiến lược chính trị cần xử lý đúng đắn hài hòa các quan hệ: quân đội, nhân dân, chính phủ và đảng cầm quyền.
Các yếu tố ảnh hưởng đến chiến lược chính trị:
- chi phối bởi lợi ích chính trị
- thay đổi theo sự chuyển biến của xu hướng chính trị
- thay đổi theo sự thay đổi lãnh đạo

## Phân loại căn bản
Chiến lược chính trị rất đa dạng, các chiến lược chính trị có thể có cùng một mục tiêu chính trị nhưng hành động được áp dụng sẽ rất khác nhau, khác nhau về sự cụ thể của mục tiêu chính trị trong quá trình hành động và các phương pháp.
Tạp chí tiếng Trung Chính trị bình luận xuất bản năm 1979 phân chia chiến lược chính trị gồm:
- Mưu chiến lược (謀戰略)
- Thể chế chiến tranh (制度戰)
- Chiến tranh ngoại giao (外交戰)

Về mặt phạm vi, chiến lược chính trị gồm:
- chiến lược chính trị trong nước
- chiến lược chính trị quốc tế

Tình hình trong nước và tình hình quốc tế phải thống nhất, chiến lược trong nước và quốc tế phải tương thích nhau.
Về cấp độ hành chính, chiến lược chính trị bao gồm:
- chiến lược chính trị trung ương
- chiến lược chính trị địa phương

Nhiệm vụ cốt lõi về mặt an ninh của chiến lược chính trị:
- chống quyền lực đối địch
- bảo vệ an ninh quốc gia

## Danh sách
Đây là danh sách các chiến lược chính trị (chưa đầy đủ). Sự sắp xếp theo hệ thống chỉ có tính tương đối. Danh sách này chỉ có tính liệt kê, không diễn giải sự liên quan, kết nối hay chồng lấn của các khái niệm. Mỗi một đề mục nhỏ của danh sách nên được hiểu một cách độc lập với nhau.
- Biển đóng (Luật Quốc tế)
- Biển mở (Luật Quốc tế)
- Cách mạng màu
- Cáo buộc vi phạm nhân quyền
- Cáo buộc vũ khí hủy diệt hàng loạt
- Cắt đất cầu hòa
- Cấm vận
  - Cấm vận kinh tế
  - Cấm vận năng lượng
    - Cấm vận dầu mỏ
- Cây gậy lớn (en:Big Stick ideology)
- Cây gậy và củ cà rốt
- Chia để trị
- Chiến tranh tâm lý
  - Chiến lược căng thẳng
  - Chiến tranh loa
  - Đài phát thanh tự do
- Chiến lược Xoay trục[54]
- Chiêu bài dân chủ
- Chính sách cân bằng
  - Cân bằng đa cực
  - Cân bằng đối trọng
  - Thế chân vạc
- Chính sách Ánh Dương
- Chính sách Cây Sậy
- Chính sách Chung sống hòa bình
- Chính sách "cô lập vinh quang"
- Chính sách đại đoàn kết dân tộc[55]
- Chính sách Không tấn công trước
- Chính sách kìm chế
- Chính sách nhân nhượng
- Chủ nghĩa khu vực
  - Chủ nghĩa khu vực hẹp hòi
    - Châu Á của người Châu Á
    - Châu Mỹ của người Châu Mỹ
- Dân vận và Binh - Địch vận
- Diễn biến hòa bình[d]
- Diễn tập quân sự
- Dĩ Di công Di[57]
- Dùng người Việt trị người Việt
- Đảo chính
- Đối trọng quyền lực
- Đồng hóa văn hóa
- Đường chín đoạn
- Hiệp ước bất tương xâm
- Hòa bình thông qua sức mạnh
- Hợp tung
- Khối thịnh vượng chung
- Kiểm duyệt
- Kích động xung đột
- Lãnh thổ tự trị
- Liên hoành
- Liên minh
  - Liên minh kinh tế
  - Liên minh quân sự
- Lý thuyết Tam chiến[58]
- Một nước hai chế độ[e]
- Mở để Kết thúc
- Nằm vùng
- Ngoại giao pháo hạm
- Phản đảo chính
- Sáp nhập lãnh thổ
- Tằm ăn dâu
- Tẩy não (giáo dục)
  - Học tập cải tạo
  - Nho giáo
- Thánh chiến
- Vết dầu loang trên biển Đông.
- Viễn giao cận công[60]
- Viện trợ
  - Viện trợ kinh tế
  - Viện trợ nhân đạo
  - Viện trợ quân sự
- Vương quyền - Thần quyền kết hợp
- Yêu sách lãnh thổ lịch sử
- Yêu sách vùng nước lịch sử
  - Yêu sách Tứ Sa

## Nội dung khác
- Chính sách
- Thuyết âm mưu
- Sách trắng quốc phòng

### Sách và tạp chí tiếng Nga
- Александр Моисеевич Пятигорский (Alexander Moiseevich Pyatigorsky) (2007). Что такое политическая философия: размышления и соображения цикл лекций. Европа. ISBN 9785973901042.
- Dmitrii Rogozin (2004). Война и мир в терминах и определениях. Издательский дом "ПоРог". ISBN 9785902377047.
- Eduard IAkovlevich Batalov (1985). Идеологическая стратегия США на мировом арене. Mezhdunar. otnoshenii︠a︡.
- Galina Illarionovna Slepchenko (1976). Теоретические вопросы стратегии и тактики социалистической революции. Изд-во Воронежского университета.
- Georgiĭ Georgievich Pocheptsov (2005). Стратегия: инструментарий по управлению будущим. Рефл-бук. ISBN 9785879831146.
- Georgiĭ Konstantinovich Seleznev (1976). Latinskaia Amerika v bor'be protiv reaktsii i neokolonializma. Izd-vo Moskovskogo universiteta.
- Ирина Юрьевна Жинкина (Irina Yuryevna Zhikina) (1995). Стратегия безопасности России: проблемы формирования понятийного аппарата. Российский научный фонд.
- Ivan Fedorovich Petrov (1957). Стратегия и тактика партии большевиков в Октябрьской революции (1917-1957). Гос. изд-во полит. лит-ры.
- Константин Бабицкий (Konstantin Babitsky) (2017). Как побеждать. Конструктор стратегии и тактики. Accent Graphics Communications. ISBN 9785457199194.
- Михаил Васильевич Фрунзе (Mikhail Vasilievich Frunze) (1936). Статьи и речи. Гос. воен. изд-во Наркомата обороны Союза ССР.
- Nikolai Nikolaevich Petropavlovskii (1995). Самый короткий путь к власти: сборник современных технологий проведения политических кампаний. Сфинкс. ISBN 9785728000310.
- Tatiana Mikhaĭlovna Fadeeva (1975). Стратегия буржуазного реформизма в современной Франции. Изд-во "Мысл, ".

### Sách tiếng Trung
- 庄世奎 (Bành Thế Khuê) (1987). 军事哲学概论 (Quân sự triết học khái luận). 军事科学出版社 (Quân sự khoa học xuất bản xã). ISBN 9787800210020.
- 周之鳴 (Chu Chi Minh) (1953). 共產黨奪取政權藍圖, 列寧獨有政治策略秘密 (Cộng sản đảng đoạt thủ chính quyền lam đồ, liệt trữ độc hữu chính trị sách lược bí mật). 蘇俄問題硏究所 (Tô Nga vấn đề nghiên cứu sở).
- 杨斌 (Dương Bân) (1991). 软科学大辞典 (Nhuyễn khoa học đại từ điển). 中國社会科学出版社 (Trung Quốc khoa học xã hội xuất bản xã). ISBN 9787500409236.
- 杨友吾, 王振川 (Dương Hữu Ngô, Vương Chấn Xuyên) (1988). 中国公务员百科辞典 (Trung Quốc công vụ viên bách khoa từ điển). 國际文化出版公司 (Quốc tế văn hóa xuất bản công ty). ISBN 9787800491962.{{Chú thích sách}}:  Quản lý CS1: nhiều tên: danh sách tác giả (liên kết)
- 丘晓 (Khâu Hiểu) (1984). 政治学原理 (Chính trị học nguyên lý). 四川人民出版社 (Tứ Xuyên nhân dân xuất bản xã).
- 罗锐韧 (La Duệ Nhận) (1998). 跨世纪的中国 (Khóa thế kỷ đích Trung Quốc). 红旗出版社 (Hồng kỳ xuất bản xã).
- 罗林 (La Lâm) (2020). 国别和区域研究（第五卷．2020年第1期．总第11期) (Quốc biệt hòa khu vực nghiên cứu (đệ ngũ quyển. kỷ 1 niên đệ 2020. kỳ 11 tổng đệ)). 社会科学文献出版社 (Xã hội khoa học văn hiến xuất bản xã). ISBN 9787520163828.
- 马天保 (Mã Thiên Bảo) (2002). 20世纪中国学术大典军事科学 (Nhị thập thế kỷ Trung Quốc học thuật đại điển quân sự khoa học). 四川人民出版社 (Phúc Kiến giáo dục xuất bản xã). ISBN 9787533435318.
- 郑力 (Trịnh Lực) (1996). 中国监督学大辞典 (Trung Quốc giám đốc học đại từ điển). 中国财政经济出版社 (Trung Quốc tài chính kinh tế xuất bản xã). ISBN 9787500526681.
- 张红 (Trương Hồng) (2021). 霸权之侧：后冷战时期法俄相处之道 (Bá quyền chi trắc: hậu lãnh chiến thời cơ pháp nga tương xứ chi đạo). 上海人民出版社 (Thượng Hải nhân dân xuất bản xã). ISBN 9787208175280.
- 张健 (Trương Kiện) (1988). 军事辩证法与谋略战法 (Quân sự biện chứng pháp dư mưu lược chiến pháp). 军事科学出版社 (Quân sự khoa học xuất bản xã). ISBN 9787800210693.
- 張衛, 曹江濤編著 (Trương Vệ, Tào Giang Đào Biên Trứ) (2017). 百位世界傑出的政治家（下冊) (Bá vị thế giới kiệt xuất đích chính trị gia (hạ sách)). 海乾坤文化公司 (Hải Càn Khôn văn hóa công ty).{{Chú thích sách}}:  Quản lý CS1: nhiều tên: danh sách tác giả (liên kết)
- 王金城 (Vương Kim Thành) (1988). 21世纪武器・军队・战争 (Nhị thập thế kỷ vũ khí, quân đội, chiến tranh). 国防大学出版社 (Quốc phòng đại học xuất bản xã). ISBN 9787562601012.
- 中华小百科全书. 编辑委员会 (Trung Hoa tiểu bá khoa toàn thư. Biên tập ủy viên hội) (1994). 中华小百科全书: 政治学 (Trung Hoa tiểu bá khoa toàn thư: chính trị học). 四川辞书出版社 (Tứ Xuyên từ thư xuất bản xã).
- 政工幹部學校, Taipei (Trường cán bộ chính trị, Đài Bắc) (1957). 匪黨策略路線及對策之硏究 (Phỉ đảng sách lược lộ tuyến cập đối sách chi nghiên cứu). 政工幹部學校 (Chính công cán bộ học hiệu).{{Chú thích sách}}:  Quản lý CS1: nhiều tên: danh sách tác giả (liên kết)
- 谢选骏全集 (Tạ tuyển tuấn toàn tập). 谢选骏全集第315卷 (Tạ tuyển tuấn toàn tập đệ quyển 315). 谢选骏 (Tạ tuyển tuấn).

### Tạp chí và tài liệu tiếng Trung
- 政治評論 (Chính trị bình luận) (1979). "政治評論 (Chính trị bình luận) (Tập 37, Các số phát hành 1 – 12)". 政治評論發行社 (Chính trị bình luận phát hành xã). {{Chú thích tạp chí}}: Chú thích magazine cần |magazine= (trợ giúp)
- 上海师范大学 (Đại học sư phạm Thượng Hải) (2008). "高等学校文科学报文摘 (Cao đẳng học hiệu văn khoa học báo văn trích) (Tập 25, Các số phát hành 1 – 6)". 高等学校文科学报文摘编辑委员会. {{Chú thích tạp chí}}: Chú thích magazine cần |magazine= (trợ giúp)
- 当代经济 (Đương đại kinh tế) (2009). "当代经济 (Đương đại kinh tế) (Số phát hành 1, Phần 2)". 当代经济杂志社 (Đương đại kinh tế tạp chí xã). {{Chú thích tạp chí}}: Chú thích magazine cần |magazine= (trợ giúp)
- 中共中央党校 (Trung cộng trung ương đảng hiệu) (2002). "Trung cộng trung ương đảng hiệu học báo (中共中央党校学报) (Số phát hành 1)". 中共中央党校学报 (Trung cộng trung ương đảng hiệu học báo). {{Chú thích tạp chí}}: Chú thích magazine cần |magazine= (trợ giúp)
- 中国人民大学. 书报资料中心 (Trung Quốc nhân dân đại học. Thư báo tư liệu trung tâm) (1989). "Quân sự (军事) (Các số phát hành 1 – 12)". 中国人民大学. 书报资料中心 (Trung Quốc nhân dân đại học. Thư báo tư liệu trung tâm). {{Chú thích tạp chí}}: Chú thích magazine cần |magazine= (trợ giúp)
- 中国人民大学. 书报资料中心 (Trung Quốc nhân dân đại học. Thư báo tư liệu trung tâm) (1994). "Thế giới kinh tế (世界经济)". 中国人民大学. 书报资料中心 (Trung Quốc nhân dân đại học. Thư báo tư liệu trung tâm). {{Chú thích tạp chí}}: Chú thích magazine cần |magazine= (trợ giúp)
- 中国人民大学. 书报资料中心 (Trung Quốc nhân dân đại học. Thư báo tư liệu trung tâm) (1994). "Xã hội chủ nghĩa nghiên cứu (社会主义硏究) (Các số phát hành 7 – 12)". 中国人民大学. 书报资料中心 (Trung Quốc nhân dân đại học. Thư báo tư liệu trung tâm). {{Chú thích tạp chí}}: Chú thích magazine cần |magazine= (trợ giúp)
- 中国人民解放军军事科学院 (Trung Quốc nhân dân giải phóng quân quân sự khoa học viện) (2002). "Trung Quốc quân sự khoa học (中囯军事科学) (Các số phát hành 1 – 6)". 军事科学出版社 (Quân sự khoa học xuất bản xã). {{Chú thích tạp chí}}: Chú thích magazine cần |magazine= (trợ giúp)

### Sách tiếng Anh
- Caitlin Boulter, Tove H. Malloy (2019). Minority Issues in Europe (Tập 2). Frank & Timme. ISBN 9783732905058.
- Elijah Johnson (1908). The Cambridge Review (tập 30). Cambridge Review Committee, St. John's College.
- IUrii Aleksandrovich Zamoshkin và cộng sự (1984). Political Consciousness in the USA: Traditions and Evolution. Progress Publishers. ISBN 9780828528672.
- Paul F. Herman (1987). Thinking about Peace, The Conceptualization and Conduct of U.S.-Soviet Detente. University Press of America. ISBN 9780819161062.
- Ralph Morris Goldman (1990). The National Party Chairmen and Committees, Factionalism at the Top. M.E. Sharpe. ISBN 9780873326360.
- Raymond L. Garthoff (1953). Soviet Military Doctrine. Free Press.
- Sonja Grover (2023). Judicial Activism in an Age of Populism. Taylor & Francis. ISBN 9781000850758.
- Nhiều tác giả (1872). Cobden Club Essays: Second Series 1871-72. Cassell, Peter and Galpin.

### Tạp chí và tài liệu tiếng Anh
- Arthur William Alsager Pollock (1879). Colburn's United Service Magazine and Naval Military Journal (Tập 149, Trang 1). H. Colburn.
- Canada. Parliament. House of Commons (1885). Official Reports of the Debates of the House of Commons of the Dominion of Canada (Tập 2; Tập 18). Maclean, Roger & Company.
- Herbert B. Adams (1889). Report of the Proceedings of the American Historical Association, In Boston and Cambridge, May 21-24, 1887.
- International Political Science Association. World Congress (1985). "Abstracts of Papers (Tập 51, Số phát hành 4)". I.P.S.A. {{Chú thích tạp chí}}: Chú thích magazine cần |magazine= (trợ giúp)

### Sách tiếng Việt
- Hoàng Văn Lạc (1966). Một giải-pháp cho vấn-đề Việt-Nam.
- Thái Hồng (2001). Nguyễn Tri Phương, 1800-1873. Nhà xuất bản Đại học Quốc gia TP. Hồ Chí Minh.
- Viện Dân tộc học. Trung tâm khoa học xã hội và nhân văn quốc gia (1981). "Tạp chí dân tộc học". Viện Dân tộc học, Ủy ban Khoa học Xã Hội Việt Nam. {{Chú thích tạp chí}}: Chú thích magazine cần |magazine= (trợ giúp)